# Docksta Sko

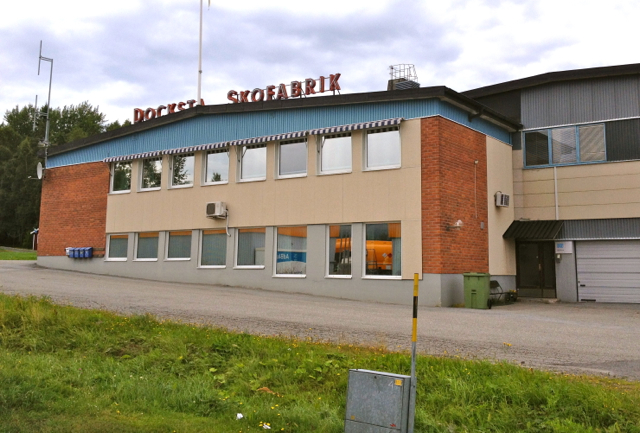
Skofabriken i Docksta

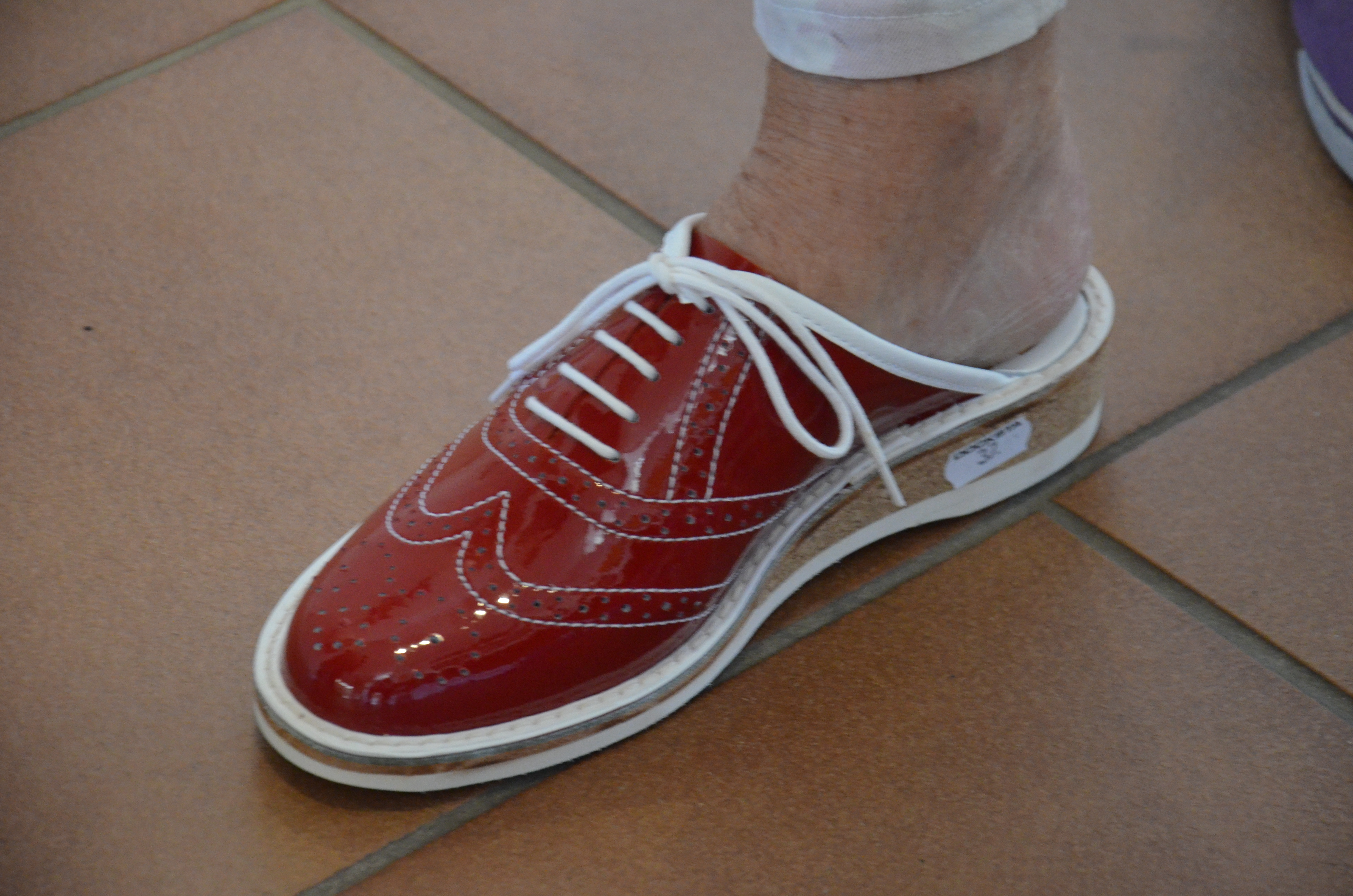
Slippers modell "Brogues", formgivna av Mats Theselius.

Docksta Sko är en skotillverkningsföretag i Docksta, som grundades 1923.
Ivar Königson startade 1923 Bjästa skofabrik, som tidigare hade varit ett skomakeri. Där tillverkades 10-15 par sandaler, pjäxor och fotbollsskor om dagen. År 1945 sysselsattes sju-åtta personer.
Königson köpte senare handelsboden i Docksta, och efter ombyggnad flyttade tillverkningen dit 1947, samtidigt som företaget bytte namn till AB Docksta Skofabrik. Under den följande tioårsperioden ökade fabriken både produktion och antalet anställda. Försäljningen var till största del baserad på grossister och andra större inköpare som Oscaria och KF. Produktionen bestod av slippers benämnda Gunilla och Patrik, samt grövre skor som näbbstövlar.
I mitten av 1950-talet utökades fabrikslokalen och en ny lagerbyggnad uppfördes. Antalet anställda var över 120 personer. Ett par år senare köptes Elfings skofabrik i Örnsköldsvik, en av Norrlands äldsta skofabriker. Där tillverkades 200 par pjäxor om dagen. 1959 startades nästa större expansion i samband med att fabriken fick en militärorder på 250 000 par pjäxor som skulle få en ny bottendel av cellgummi. Nu sysselsattes ett 160-tal personer och nu började planerna på en helt ny fabrik ta form.
1965 startades nybygget och året därpå flyttade man in. Den nya fabriken är fortfarande Norrlands största skofabrik med en sammanlagd yta på 5000m³. Produktionen hade nu flyttats från Elfings skofabrik och leveransen till försvaret slutförs. Antalet anställda är nu cirka 140 och produktionen är uppe i 350 000 par/år, huvudsakligen slippers och sandaler men även skidpjäxor.Tillverkningen som tidigare varit baserad på stora partier och på försäljning till grossister börjar justeras. Den egna försäljningen till detaljhandeln får nu allt större betydelse och blir så småningom helt dominerande.
I början av 1970-talet förvärvades tillverkningen från Kumla skofabrik. De hade specialiserat sig på finare lågskor under märkesnamnet Ambassy. Docksta tog över både kunder och tillverkning. På 1970-, 1980- och 1990-talen producerades mycket skor till skohandeln, men även till försvaret. Slippers, Clogs och Näbbstövlar, men även en hel del specialskor till ortopedavdelningar på sjukhus tack vare kompetens om passform och fotens uppbyggnad. 1996 köptes Medins skofabrik i Ullånger som producerade ridstövlar, cellgummikängor och en del andra grövre skor. Tillverkningen flyttades till Docksta i samband med förvärvet.
Idag drivs företaget av Stefan Königson, grundaren Ivar Königson barnbarn. Produktionen av slippers har inte ändrats sedan 1923, och produktionen sker fortfarande för hand.